# Semice
Semice (německy Semitz) jsou obec ležící v Polabí pod Semickou hůrou v okresu Nymburk ve Středočeském kraji. Leží asi pět kilometrů jihovýchodně od města Lysá nad Labem. Žije zde přibližně 1 500 obyvatel.
Semice jsou společně s Jiřicemi, Lysou nad Labem, Ostrou, Přerovem nad Labem, Starou Lysou, Starým Vestcem a Stratovem členem dobrovolného sdružení obcí Mikroregion Polabí.

## Název
Jméno Semice znamenalo "ves lidí Sěmových", přičemž vlastní jméno Sěm bylo zkráceným tvarem jména Sěmislav.

## Historie
První písemná zmínka o osídlení pochází z register papežských desátků z roku 1352. Ve 13. století zde stávaly dvě tvrze, jedna pocházela již z doby hradištní a byla původně blatným kruhovým hrádkem o průměru dvacet metrů; stála v poloze Na zámkách a popsal ji archeolog Antonín Hejna. Tvrz patřila pražskému proboštství a zanikla po vpádu husitů roku 1421.
V současnosti patří k dominantám obce barokní kostel svaté Máří Magdalény z roku 1731, historický statek a řada vjezdových portálů, postavených ve stylu selského baroka.
Ve vsi Semice (1120 obyvatel, katol. kostel) byly v roce 1932 evidovány tyto živnosti a obchody: autodílna, bednář, 3 holiči, 4 hostince, kapelník, 2 koláři, konsum, 2 kováři, 2 krejčí, obchod s mlékem, 3 obuvníci, obchod s ovocem a zeleninou, pekař, stáčírna lahvového piva, porodní asistentka, 3 rolníci, 3 řezníci, 5 obchodů se smíšeným zbožím, Platebna okresní hospodářské záložny v Českém Brodě, spořitelní a záložní spolek pro Semice, 2 švadleny, trafika, 2 truhláři, 5 zelinářství, 4 obchody se zemskými plodinami, 4 obchody se zvěřinou a drůbeží.

## Přírodní poměry
V katastrálním území Semic se nachází přírodní rezervace Vrť a evropsky významná lokalita Natura 2000 Polabské hůry, na východní okraj území obce zasahuje Přírodní park Kersko-Bory.

## Obyvatelstvo
| Rok            | 1869 | 1880 | 1890 | 1900 | 1910 | 1921 | 1930 | 1950 | 1961 | 1970 | 1980 | 1991 | 2001 | 2011  | 2021  |
| -------------- | ---- | ---- | ---- | ---- | ---- | ---- | ---- | ---- | ---- | ---- | ---- | ---- | ---- | ----- | ----- |
| Počet obyvatel | 642  | 770  | 796  | 865  | 958  | 974  | 913  | 759  | 769  | 798  | 807  | 810  | 912  | 1 053 | 1 230 |
| Počet domů     | 78   | 101  | 116  | 128  | 160  | 167  | 204  | 227  | 234  | 231  | 239  | 283  | 308  | 325   | 340   |

## Obecní správa
Od 1. ledna 1980 do 23. listopadu 1990 k obci patřily Starý Vestec a Velenka.

### Územněsprávní začlenění
Dějiny územněsprávního začleňování zahrnují období od roku 1850 do současnosti. V chronologickém přehledu je uvedena územně administrativní příslušnost obce v roce, kdy ke změně došlo:
- 1850 země česká, kraj Pardubice, politický okres Černý Kostelec, soudní okres Český Brod[10]
- 1855 země česká, kraj Praha, soudní okres Český Brod
- 1868 země česká, politický i soudní okres Český Brod
- 1939 země česká, Oberlandrat Kolín, politický i soudní okres Český Brod[11]
- 1942 země česká, Oberlandrat Praha, politický i soudní okres Český Brod[12]
- 1945 země česká, správní i soudní okres Český Brod[13]
- 1949 Pražský kraj, okres Český Brod[14]
- 1960 Středočeský kraj, okres Nymburk
- 2003 Středočeský kraj, okres Nymburk, obec s rozšířenou působností Lysá nad Labem

### Obecní symboly
Znak a vlajka byly obci uděleny rozhodnutím předsedkyně Poslanecké sněmovny Parlamentu České republiky dne 24. února 2011.

## Doprava
Dopravní síť
- Pozemní komunikace – Do obce vedou silnice III. třídy. Okrajem území obce vede silnice II/272 Český Brod - Lysá nad Labem - Benátky nad Jizerou.

- Železnice – Železniční trať ani stanice na území obce nejsou.

Veřejná doprava 2011
- Autobusová doprava –  Do obce zajíždí autobusové linky:
- 443 Čelákovice,Toušeňská - Přerov nad Labem, U Skanzenu - Semice, střed - Hradištko - Sadská - Písty, Temac - Nymburk, hlavní nádraží
- 661 Český Brod, žel. st. - Kounice - Starý Vestec - Přerov nad Labem, U Skanzenu - Semice, střed - Lysá nad Labem, žel. st.
- 698 Semice, střed - Hradištko, Kersko, U Pramene - Velenka - Chrást - Poříčany, žel. st.

## Základní škola
Ve škole se vyučuje v 9 třídách a děti sem docházejí i z jiných obcí – Velenka, Hradištko, Přerov nad Labem a Starý Vestec.

### Historie školy
Po vydání císařského patentu v roce 1747 na podporu školství a výuky v českém jazyce vznikla i škola v obci Semice. První zmínky o škole jsou zaznamenány z roku 1750, kdy se zde vojáci přes zimu učili a přes léto měly zájem o studium děti. Celoroční vyučování začalo ve školním roce 1778–1779. V roce 1832 škola vyhořela, ale v témže roce byla znovu otevřena. Do roku 1878 byla ve škole pouze jednotřídní učebna, ale v dalším roce už děti docházely do dvou tříd. Do roku 1900 do školy docházelo v průměru 177 dětí. Učitelský plat v té době (tzv. sobotáles) činil 432 korun.
V první polovině 20. století proběhlo několik vnitřních přestaveb. Děti měly ve škole už 4 třídy, kde se učily. Po roce 1963 se stavěly odborné učebny. V roce 1966–1967 byla vybudována tělocvična, kotelna a ústřední topení. V nejstarší částí budovy byla zřízena školní kuchyně a jídelna.

### Ředitelé školy v letech 1900–2010
- 1900–1903 Štěpánek, Josef Křivánek
- 1936 Jan Talacko
- 1938 RNDr. Jan Zadražil, Václav Bělický
- 1939–1942 Antonín Staněk
- 1942–1944 Václav Bělický
- 1946–1954 Oldřich Kodeš
- 1955–1963 Antonín Jenšík
- 1963–1966 Antonín Švehla
- 1966–1989 Vladimír Pokorný
- 1989–1992 Marie Pokorná
- 1991–2001 Jiří Počarovský
- od roku 2008 Pavel Jareš

## Galerie

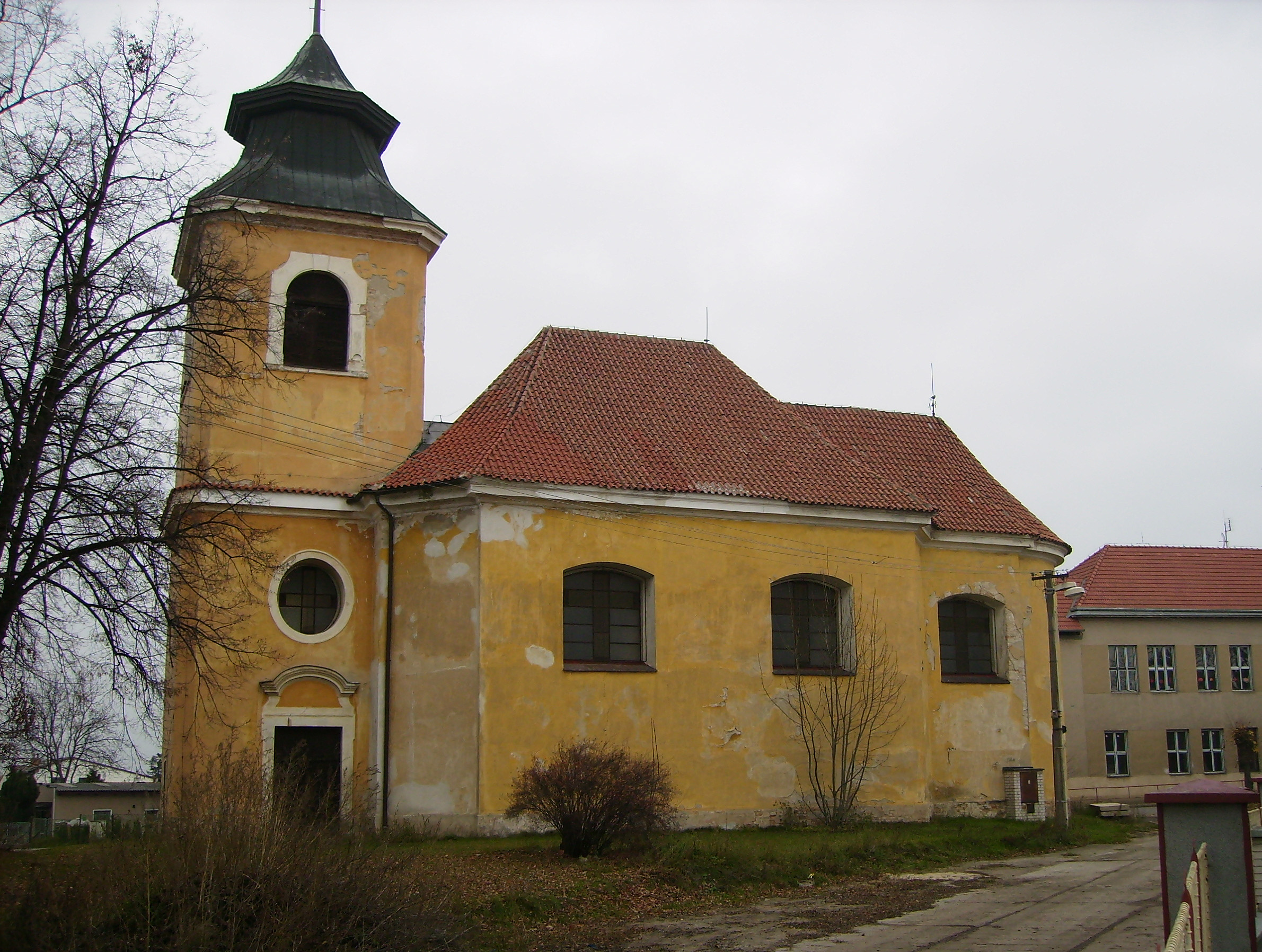
Kostel svaté Máří Magdalény
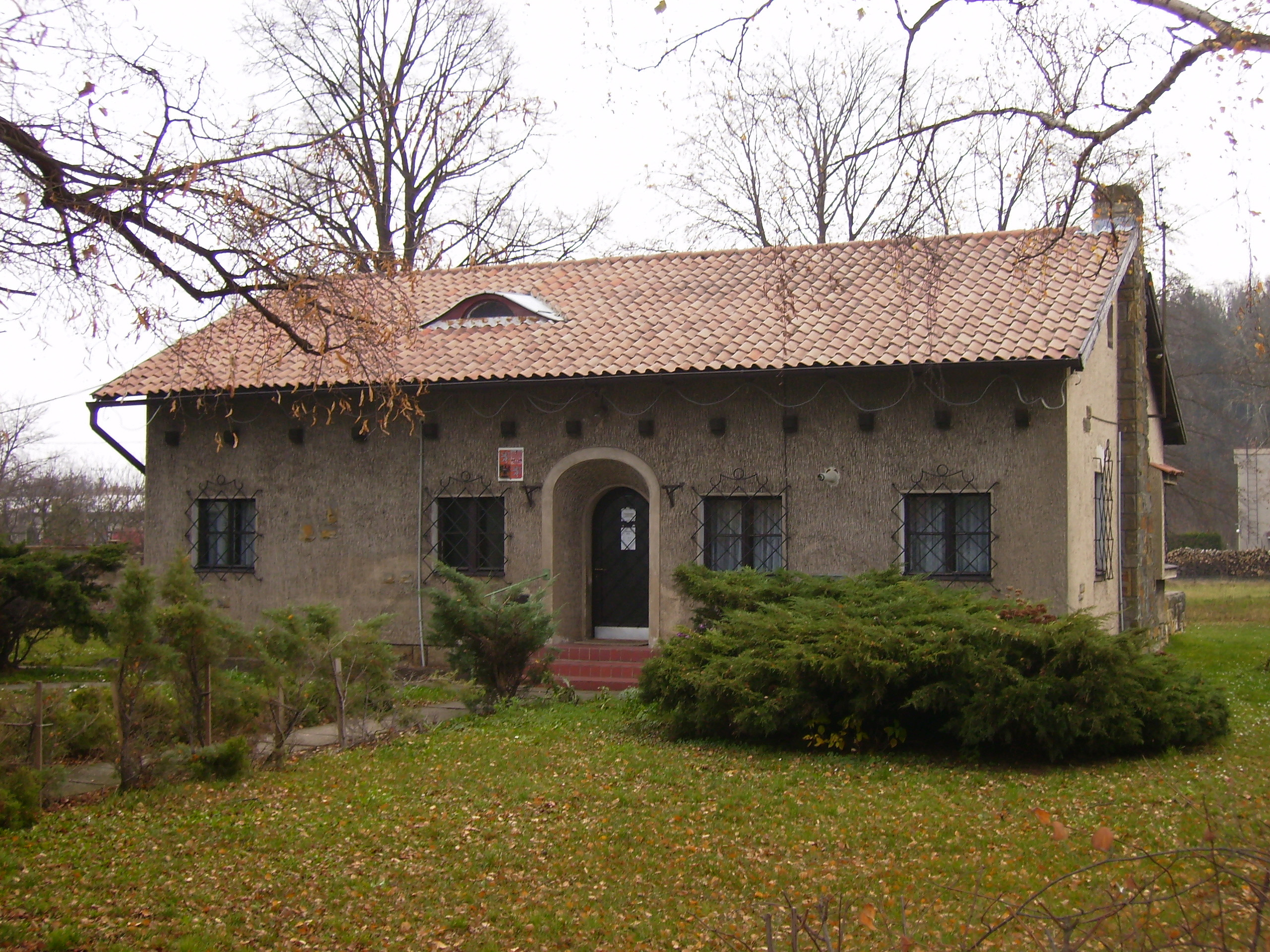
Obecní úřad
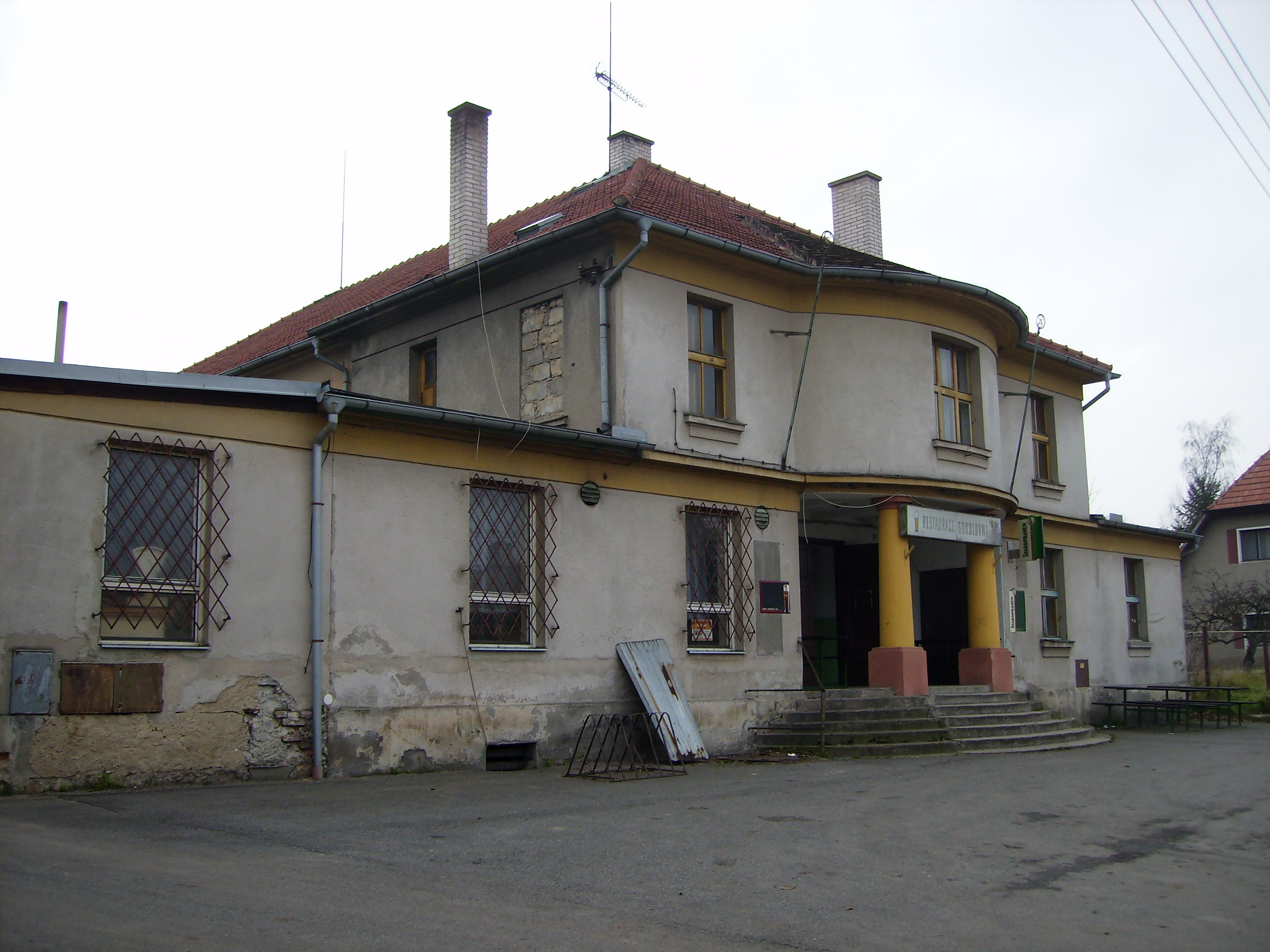
Sokolovna
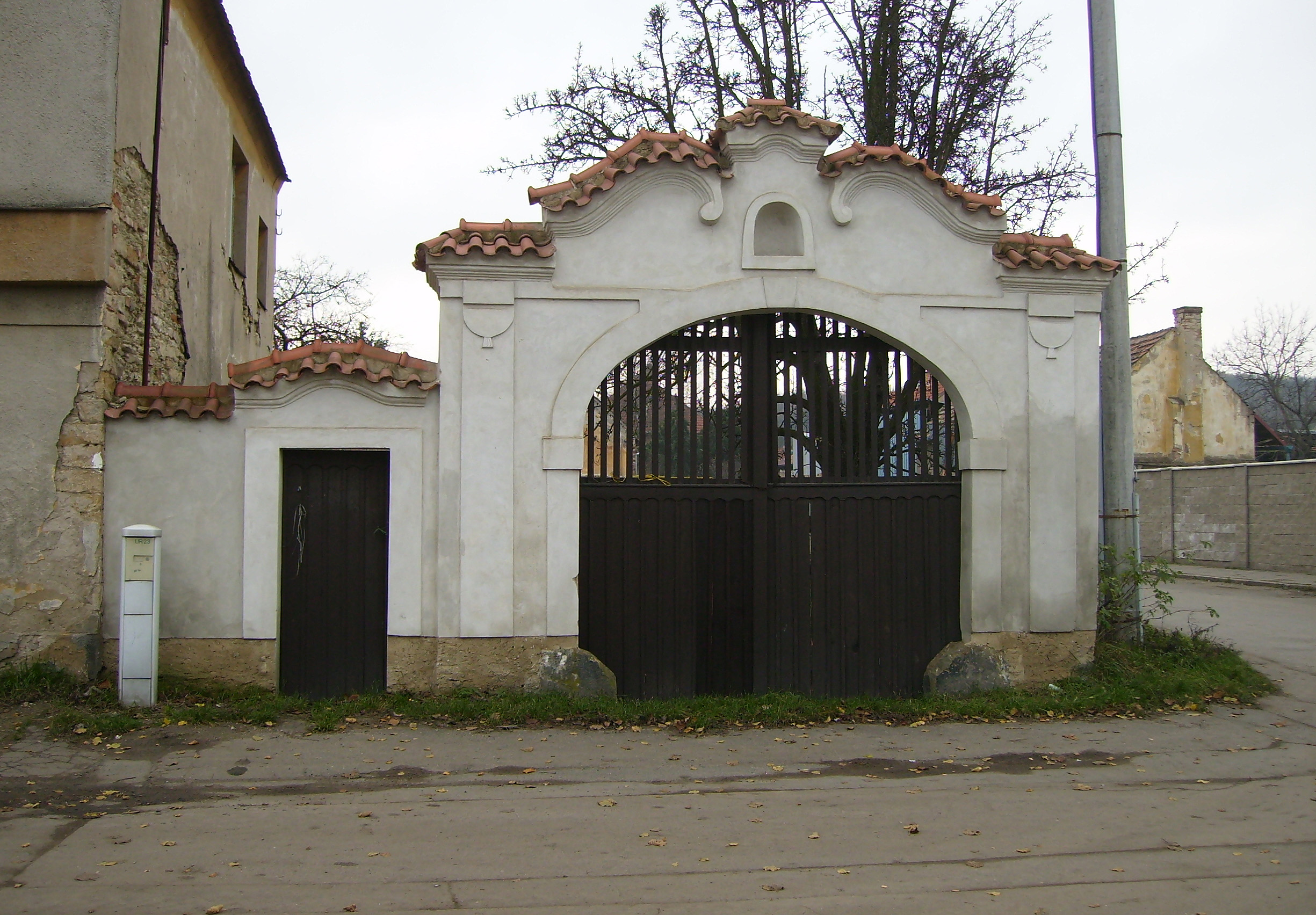
Historická brána
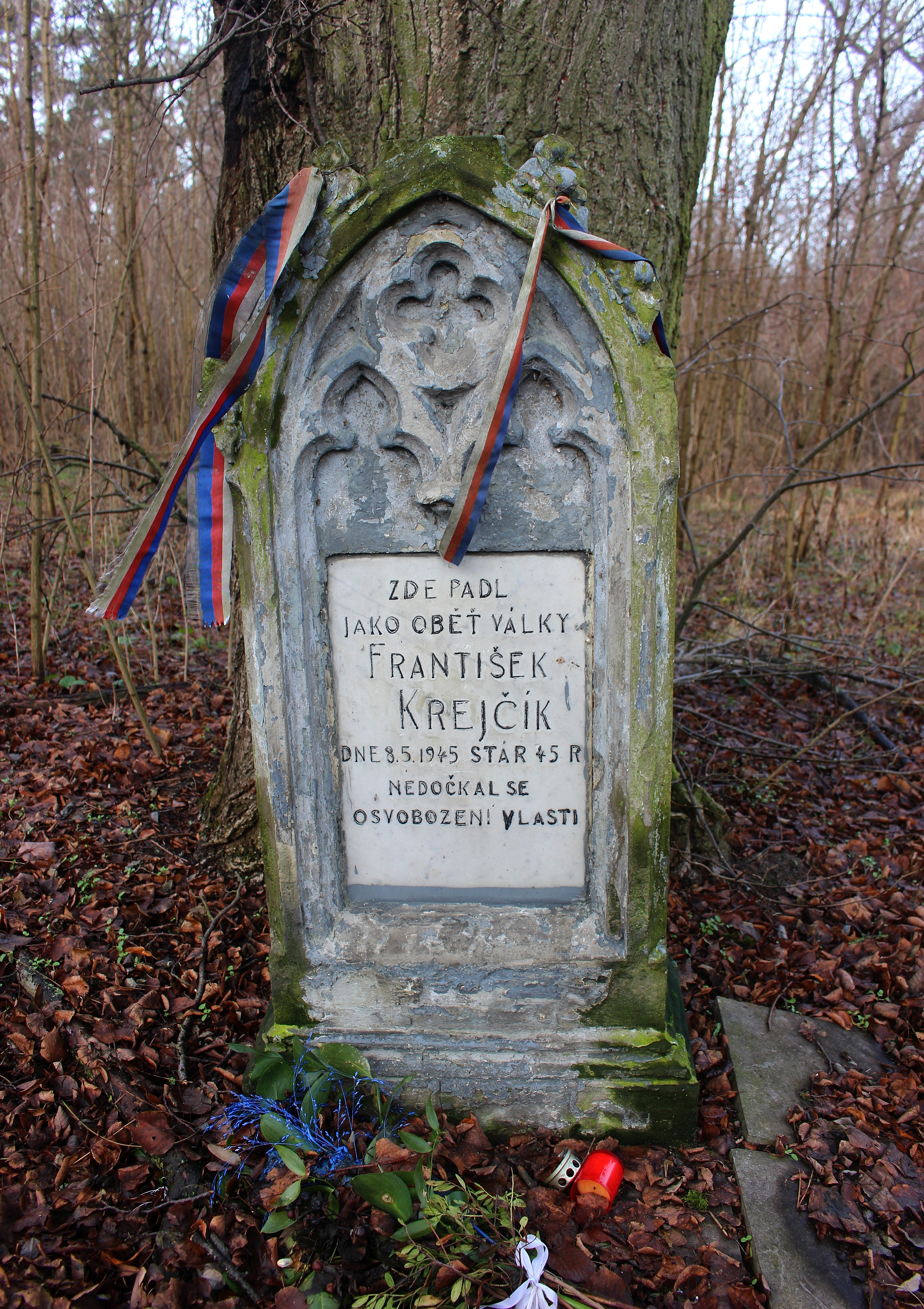
Pomník Františka Krejčíka, padlého na konci druhé světové války
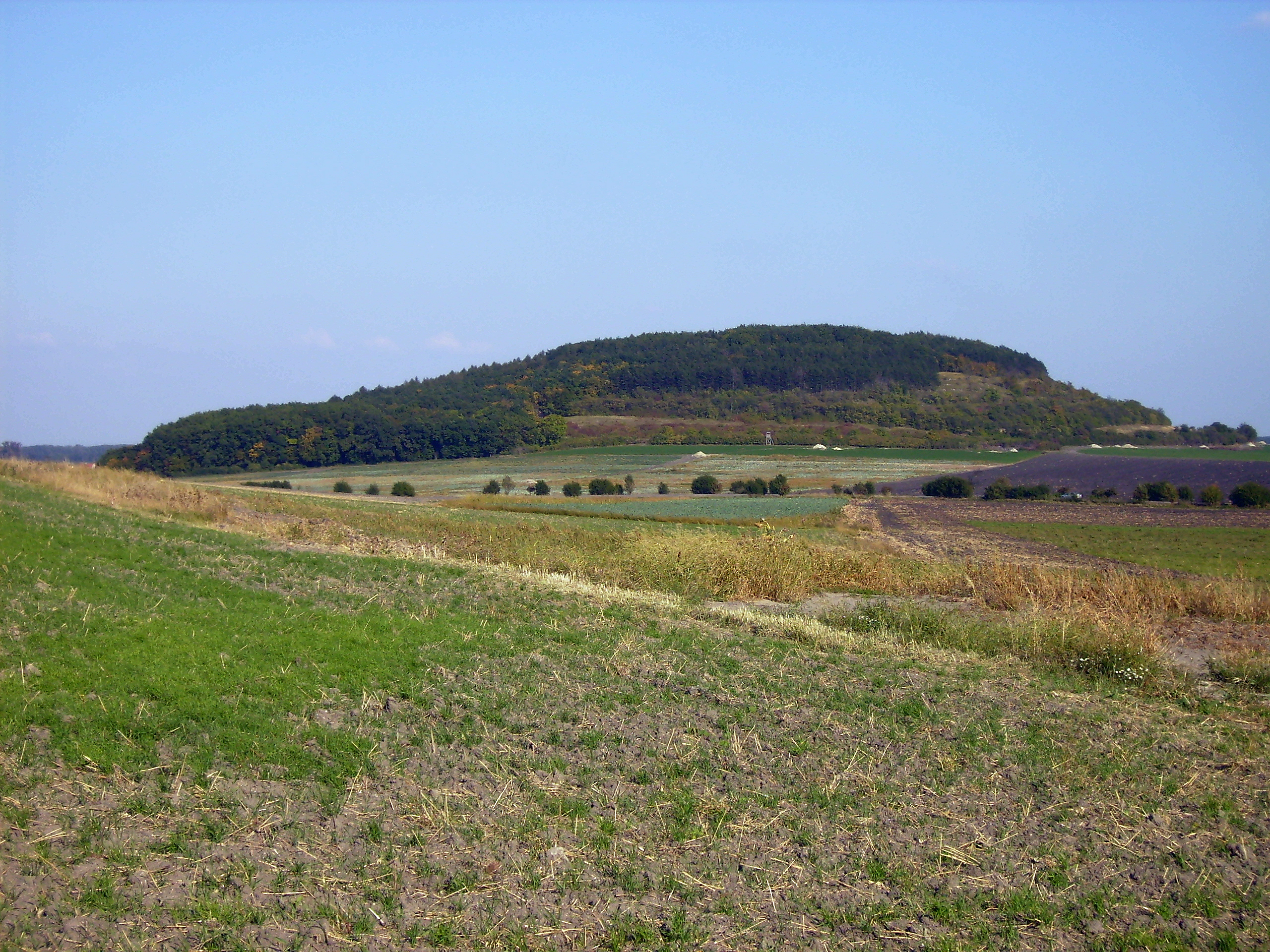
Semická hůra
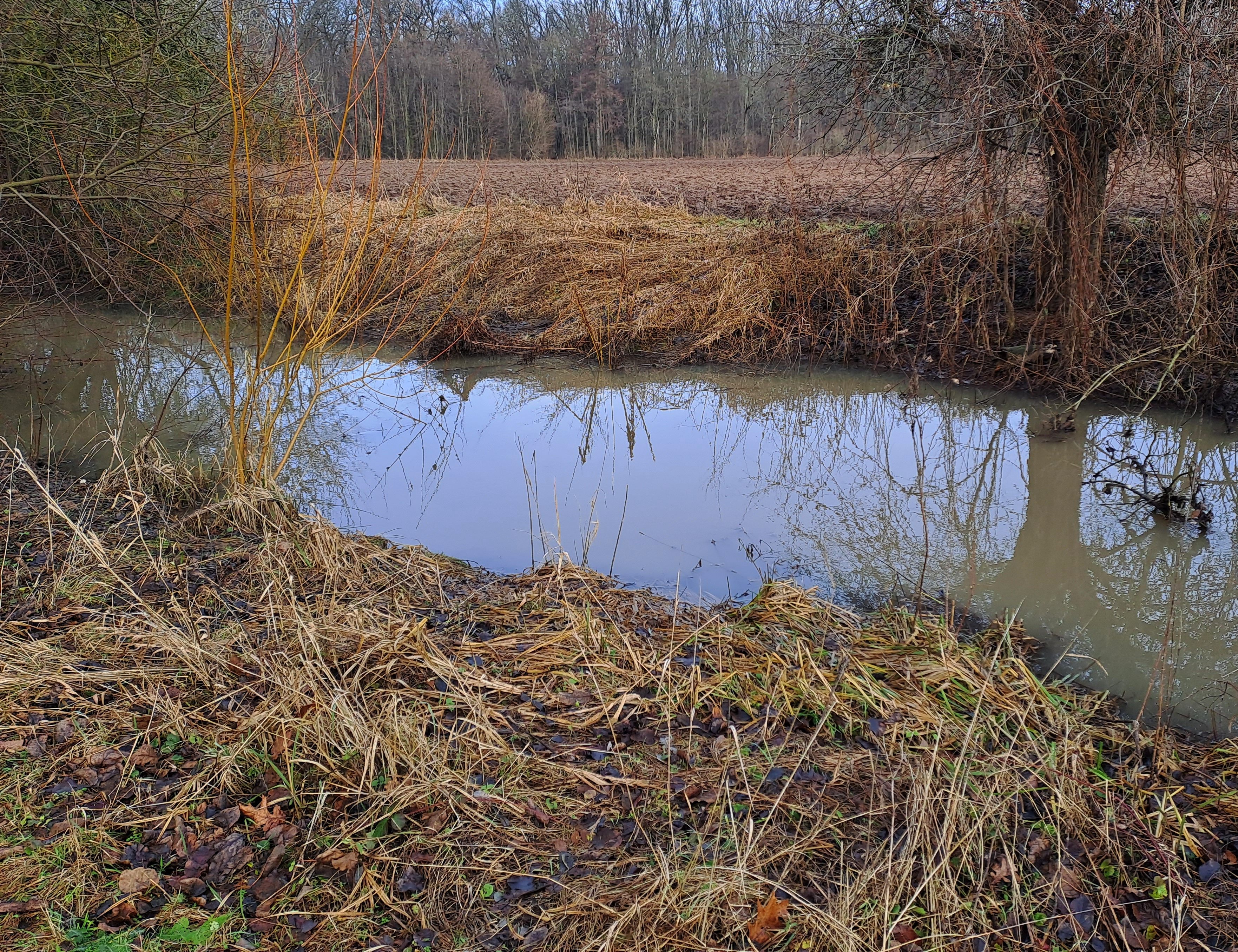
Semický potok